# رزية الخميس
رزيَّةُ الخميس هي حادثةٌ وقعت قُبيل وفاة النبي محمد يوم الخميس. سمّى الحادثةَ ابنُ عباسٍ «رزيةَ الخميسِ» أي «مصيبة يوم الخميس». وردت رزية الخميس في العديد من المصادر التاريخية عند الشيعة وأهل السنة. وتباينت مواقف الطرفين من رزية الخميس. فأجمع أهل السنة على الوقوف مع طرف عمر وأنه هو الصواب. بينما أجمع الشيعة على وجوب تنفيذ أمر النبي.

## الأحداث
في 25 صفر، سنة 11 هـ مرض النبي محمد وكان في آخر أيام حياته. فطلب كتابةَ كتابٍ واصفاً إياه أنه كتاب لا يضلّ المسلمون بعده أبداً. فاختلف الحاضرون. فقال عمر بن الخطاب: إن النبي ﷺ غلب عليه الوجع، وحسبنا كتاب الله. فقال بعض الصحابة بقول عمر، بينما أمر الآخرون بالاستجابة لما يطلبه النبي. فتنازعوا في ذلك، فأمرهم النبي أن يخرجوا. ذكرت أكثر المصادر أنَّ الذي عارض كتابة النبي للكتاب هو عمر بن الخطاب، ولم تصرح بعض المصادر باسمه.

## نص الحديث
وردت رزية الخميس في عدة مصادر تاريخية عند الشيعة وأهل السنة. فعند السنة، جاءت في صحيح البخاري، صحيح مسلم، مسند أحمد بن حنبل، سنن البيهقي، طبقات ابن سعد. أما في كتب الشيعة: الإرشاد، أوائل المقالات، غيبة النعماني، ومناقب ابن شهر آشوب.

### عند أهل السنة:
الراوي: عبدالله بن عباس
المحدث: البخاري
المصدر: صحيح البخاري
الصفحة أو الرقم: 4431
خلاصة حكم المحدث: [صحيح]

## موقف الشيعة
اعتبر علماء الشيعة أنَّ ما جرى يوم رزية الخميس مصيبة كبرى. إذ مُنع رسول الله من كتابة كتاب يمنع المسلمين من الضلال من بعده. وقد نقلت بعض مصادر السنة هذا المعنى عن ابن عباس حيث اعتبر ما وقع مصيبة واصفاً إياها بالرزية. ذكر شرف الدين في كتابه المراجعات أن عمر قد خالف أمر رسول الله ومعصيته، وأن التسليم بصواب ما فعله عمر يُظهرهُ على أنّه أعرف من رسول الله فقهاً، وأنه اتهم النبي بالهجر والهذيان. من وجهة نظر الشيعة فإنَّ عمر بن الخطاب قد خالف بعض آيات القرآن الكريم، منها:﴿وَمَا آتَاکمُ الرَّ‌سُولُ فَخُذُوهُ وَمَا نَهَاکمْ عَنْهُ فَانتَهُوا﴾ و﴿مَا ضَلَّ صَاحِبُکمْ وَمَا غَوَیٰ*وَمَا ینطِقُ عَنِ الْهَوَیٰ*إِنْ هُوَ إِلَّا وَحْی یوحَیٰ﴾. ولذلك قال السيد عبد الحسين شرف الدين أنَّ عبارة (قد غلب علیه الوجع) هو تصرف من محدثي أهل السنة في مفردات الحديث من أجل تخفيف قباحة العبارة الواردة في أصل الحديث.

## معارضة الكتابة
أجمع علماء أهل السنة على صوابِ فعلِ عمر وأنه معدودٌ في محاسنه وأن النبي استصوب رأيه بإقراره. وما كان أمره لهم بالقيام إلا لتنازعهم وإكثارهم الاختلاف. علّلَ علماءُ السنة السبب الذي دعا عمر لقول ذلك عدّة تعليلات:
1. أنه خشي أن يطعن المنافقون في كتابه هذا بأنه كان حال المرض.[14]
2. أنه أراد الترفيه عن النبي إذ غلبه الوجع، فكَرِه أن يكلِّفه ما يشقّ عليه مُشفقاً عليه من التعب.[14]
3. أن النبي أراد اختبارهم فهدى الله عمر لمراده، وخفي ذلك على ابن عباس.[15]
4. إنّ الأمر لم يكن أمر عزيمة، بل كان أمر مشورة، وكانوا يراجعونه في بعض تلك الأوامر.

## التحقيق في القائل بالهجر
يرى القرطبي وابن حجر أنّ لفظة «أهجر» كانت في محل استفهامٍ استنكاريٍّ من طرف الفئة الآمرة باتّباع ما يأمر به النبي. ويحتمل ابن حجر أيضاً أنها صدرت من طرف بعض الحضور الذين أصابتهم الدهشة والتعجب. يقول ابن حجر: «...فإنما قاله من قاله منكراً على من توقف في امتثال أمره... فكأنه قال كيف تتوقف؟! أتظن أنه كغيره يقول الهذيان في مرضه؟ امتثل أمره وأحضره ما طلب فإنه لا يقول إلا الحق... ويحتمل أن يكون الذي قال ذلك صدر عن دهش وحيرة كما أصاب كثيرا منهم عند موته.» أما الترجيح الثالث، فيذكر ابن حجر: (ويظهر لي ترجيح ثالث الاحتمالات التي ذكرها القرطبي، ويكون قائل ذلك بعض من قرب دخوله في الإسلام).

## التحقيق في الاختلاف واللغط
اختلاف من كانوا عند النبي ثابتٌ عند السنة. ويُعزونَ سبب الاختلاف إلى اختلافٍ في فهم قول ومراده لا عصيانه. قال القرطبي: (وسبب ذلك أن ذلك كله إنما حمل عليه الاجتهاد المسوغ، والقصد الصالح، وكل مجتهد مصيب، أو أحدهما مصيب، والآخر غير مأثوم بل مأجور كما قررناه في الأصول. والاستدلال على ذلك أن النبي لم يعنفهم ولم يذمهم بل قال للجميع: دعوني فالذي أنا فيه خير.

## عدول النبي عن الكتابة
يعتقدُ أهل السنة أنْ لو كان الصواب أن يكتب لهم لما عَدِلَ النبي عن ذلك لعصمته في التبليغ ولبقائه بعد الرزية أيَّامًا لحين وفاته يوم الاثنين. ولو كان واجبًا لم يتركه لاختلافهم. يبرر علماء الشيعة ترك النبي لكتابة وصيته بعدم فائدتها وشك الحاضرين في حضور وعيه. فلو كتب وصيته لقيل أنه كتبها أثناء فترة هجرانه وهذيانه، حسب زعمهم.

## تسمية الحادثة
قال ابن تيمية في معنى قول ابن عباس: (يقتضي أن الحائل كان رزية، وهو رزية في حق من شك في خلافة الصديق، واشتبه عليه الأمر، فإنه لو كان هناك كتاب لزال الشك، فأما من علم أن خلافته حق فلا رزية في حقه، ولله الحمد. يعتقد أهل السنة أن قول ابن عباس قاله اجتهاداً منه، وهو معارض بقول عمر واجتهاده، وقد كان عمر أفقه من ابن عباس.

## محتوى الكتاب والغرض منه

### عند الشيعة
يرى علماء الشيعة أنَّ النبي أراد أن يؤكد خلافة علي بن أبي طالب من بعده. لكن بعض الحاضرين عرف بهذا الأمر فعارضه ومنعه، ووفقاً للشيعة، فهذا ما دار في الحديث بين ابن عباس وعمر بن الخطاب، حيث قال عمر بن الخطاب لابن عباس: يا ابن عباس أتدري ما منع الناس منكم؟ قال: لا، يا أمير المؤمنين، قال: لكنّي أدري. قال: ما هو، يا أمير المؤمنين؟ قال: كرهت قريش أن تجتمع لكم النبوة والخلافة، فتُجْحفوا الناس جحفا، فنظرت قريش لأنفسها فاختارت، ووفقت، فأصابت.

### عند السنة
اختلف علماء السنة في مراد النبي من الكتاب. ذهب بعضهم إلى أنه أراد كتابة الأحكام. وقيل: إن مراده بيان ما يرجعون إليه عند وقوع الفتن. وقيل: إن المراد بيان كيفية تدبير الملك، وهو إخراج المشركين من جزيرة العرب، وإجازة الوفد بنحو ما كان يجيزهم، وتجهيز جيش أسامة. والذي عليه أكثر العلماء المحققين: أن النبي أراد أن ينص على استخلاف أبي بكر ثم ترك ذلك اعتماداً على ما علمه من تقدير الله. وقد استدل من قال بهذا القول بما جاء في الصحيحين من حديث عائشة: قال رسول الله صلى الله عليه وسلم: (ادعي لي أبا بكر وأخاك، حتى أكتب كتاباً، فإني أخاف أن يتمنى متمن، ويقول قائل: أنا أولى، ويأبى الله والمؤمنون إلا أبا بكر).

#### استبعاد خلافة علي أن تكون الغرض من الكتاب
يردُّ السنة القولَ بأن النبي أراد من الكتاب أن ينص على خلافة علي. قال ابن تيمية: (ومن توهم أن هذا الكتاب كان بخلافة علي فهو ضال باتفاق عامة الناس، من علماء السنة والشيعة، أما أهل السنة فمتفقون على تفضيل أبي بكر وتقديمه، وأما الشيعة القائلون بأن علياً كان هو المستحق للإمامة فيقولون: إنه قد نص على إمامته قبل ذلك نصاً جلياً ظاهراً معروفاً، وحينئذ فلم يكن يحتاج إلى كتاب. فإذا كان النبي أراد من ذلك الكتاب النَّصَ على خلافة علي في ذلك الوقت المتأخر من حياته، دل هذا على عدم نصه عليها قبل ذلك، إذ لا معنى للنص عليها مرتين، وإذا ثبت باتفاق المسلمين أن النبي مات ولم يكتب ذلك الكتاب، بطلت دعوى الوصية من أصلها.